# Henryk Haller
Henryk Haller de Hallenburg herbu własnego (ur. 1831, zm. 27 września 1888 we Lwowie) – uczestnik powstania styczniowego, ziemianin, finansista.

## Życiorys
Jego rodzicami byli Józef Haller (w latach 1836–1839 przewodniczący Senatu Wolnego Miasta Krakowa) oraz Elżbieta z Gorczyńskich. Był właścicielem majątku ziemskiego Jurczyce koło Krakowa, który kupił w 1867 odsprzedając bratu Władysławowi swoje działy po ojcu w sąsiedniej Polance. Był tercjarzem franciszkańskim, należał do sodalicji mariańskiej. 
Od 1879 pełnił funkcję dyrektora Galicyjskiego Towarzystwa Kredytowego Ziemskiego we Lwowie. W 1882 wraz z całą rodziną przeniósł się do Lwowa. Uważał, że obowiązkiem Polaków jest przygotowanie odpowiedniego korpusu oficerskiego, dlatego jego wszyscy synowie studiowali w najlepszych szkołach austriackich aby zdobyć wiedzę i wykształcenie.
Jego żoną została Aleksandra (wzgl. Olga), córka Wiktoryna Tretera z jego drugiego małżeństwa z baronówną Marią Lassolay. Mieli pięciu synów:
Augusta (dyplomata), Edmunda (zm. 1915), Karola (major artylerii), Józefa (generał), Cezarego (oficer, polityk) oraz dwie córki: Annę i Ewę.
Został pochowany na cmentarzu Rakowickim w Krakowie (pas 10).

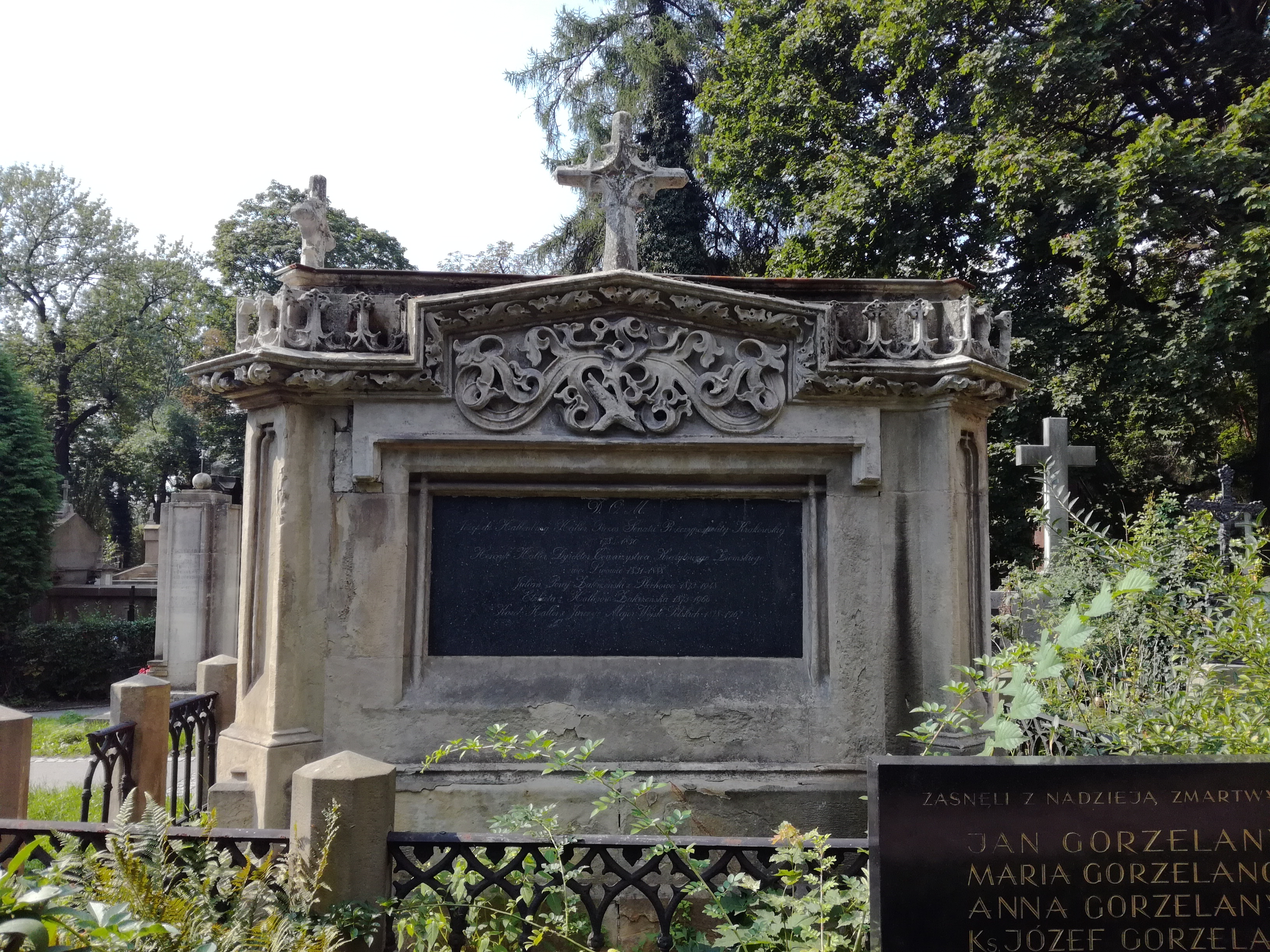
Grób Józefa i Henryka Hallerów na cmentarzu Rakowickim